# Hohner XB-40
A Hohner XB-40 ou Extreme Bender 40 é uma harmónica diatônica, fabricada pela indústria alemã Hohner, que por possuir um sistema de válvulas em cada casa ou célula,  permite ao instrumentista alcançar níveis de performance espetaculares, pois se consegue o efeito Bend (na verdade um super-BEND) em todas as casas do instrumento. O sistema de válvulas é inativo até o momento em que o instrumentista faz pressão para conseguir efeitos, soprando ou sugando o ar, fortemente.